# Brkini
Brkini je pokrajina, ki se nahaja v jugozahodni Sloveniji, na vzhodu mejijo na dolino reke Pivke in Snežnik, na jugu na Čičarijo. Brkini se delijo na tri dele: zahodne, osrednje in vzhodne.

### Površina
Med vsemi pokrajinami sredozemskega sveta so Brkini z dolino Reke še najmanj primorski. Prevladuje flišno površje, ujeto med visoki planoti Snežnik in Čičarija. Na severu Brkinov je dolina, ki spremlja tok 50 km dolge reke Reke. 
Sestavljajo jo: Podgora, Ilirskobistriška kotlina, debrski del doline in Vremska dolina. Ravnina ob reki je precej mokrotna in skoraj neposeljena. Na severnem obrobju se je ob pomembni prometni poti Kvarnerju razvilo mesto Ilirska Bistrica.
Osrednji in zahodni, najvišji del Brkinov sta hribovita, V del pa zaradi manjših višinskih razlik bolj spominjajo na gričevje. Najvišja točka pokrajine je 817 m visok Sveti Socerb (Artviže), v smeri proti Senežniku pa vrh Kozlek, visok 997 m.

### Povodje
Glavna vodna žila je reka Reka. Reka izvira v gozdu nad Podgoro. Reka ima največji letni pretok od meseca novembra do januarja., najmanjši pa avgusta. 

##### Doline in kotline
- Ilirskobistriška kotlina je nastala s tektonskim ugrezanjem. Tukaj so še vedno prisotni potresi, kar kaže na živahno tektonsko območje. Osrednji del Ilirske Bistrice je raven in nekoliko vlažen.
- Vremska dolina se začne že v bližini Ilirske Bistrice ožiti in ostane ozka vse do Gornjih Vrem, kjer se na široko razpre v ravnico Vremsko polje.

### Podnebje
Lega vpliva na lego pokrajine na prehodu med primorsko in celinsko Slovenijo. Prehodnost podnebja se kaže v temperaturnih razmerah in značilnih vetrovih. S celine piha burja, z morske strani pa toplejši vetrovi. Prevladujeta sredozemsko in celinsko podnebje. Srednja letna temperatura je 9 °C, letna količina padavin pa je 1522 mm.

### Prebivalstvo
Značilna je rast Ilirske Bistrice zaradi razvoja industrije in boljšega prometa. Število ljudi je doseglo visoko število prebivalcev leta 1910, nato pa se je število do druge svetovne vojne zmanjšalo za približno 2000 ljudi. Pri gradnji naselij so v preteklosti upoštevali ohranjanje kakovostnih zemljišč in varnost pred poplavami. Prevladujejo podolgovate, raztegnjene vasi. V novejšem času mnoge hiše propadajo, nekatere pa spreminjajo v počitniške hiše. Večina hiš je zgrajenih iz fliša. Prevladujejo enonadstropne stavbe, kjer sta pod isto streho stanovanjski del in hlev za živino.

### Gospodarstvo
Vse do konca 20 stoletja je bila poglavitna gospodarska panoga kmetijstvo. Največ zaslužka je prinašala prodaja živine, mleka, drv in sadja. Gojili so predvsem pšenico, rž in oves. Za domačo prehrano pa so sadilo krompir, fižol in zelje. Sadjarstvo je bilo že v preteklosti pomembna gospodarska panoga, pa danes ponovno oživlja. Vse bolj so prisotne nove in hitro zoreče sorte. Nasadi sliv so še vedno predvsem na robovih teras. V živinoreji je bila nekoč najpomembnejša ovčereja, danes pa je tukaj prisotna govedoreja.
- Ilirska Bistrica
- Konj na Premu.